# Edward Świerkiewicz

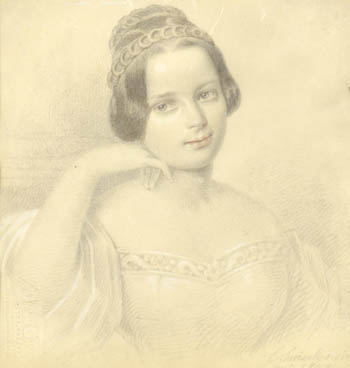
Portret młodej dziewczyny 1849

Edward Świerkiewicz (ur. 1808 w Myślenicach, zm. 30 lub 31 marca 1875 w Cieszynie) – polski malarz, publicysta, aktor, działacz społeczny.

## Życiorys
Studiował w krakowskiej Szkole Sztuk Pięknych w latach 1826–1827, następnie służył w wojsku austriackim, uzyskując tytuł porucznika. Później porzucił służbę wojskową i w 1840, 1843 lub 1846 roku osiedlił się w Cieszynie.
W 1848 roku był delegatem cieszyńskich mieszczan na Zjazd Słowiański do Pragi.
Współpracował z „Gwiazdką Cieszyńską”, będąc m.in. autorem felietonów z cyklu „Jura i Jónka”. Napisał pierwszy na Śląsku Cieszyńskim utwór dramatyczny gwarą pt. Polok w Śląsku, lebo dwa wachtorze w jednej dziedzinie. Obrozek sielski w trzech oddziołkach przez E. Świerka (1856).
Malował obrazy kościelne (bardzo liczne stąd zwano go „papieżem cieszyńskim”), portrety i sceny rodzajowe. Jego obrazy można zobaczyć m.in. w Zamku Sułkowskich w Bielsku-Białej oraz w Muzeum Śląska Cieszyńskiego w Cieszynie.
Miał córkę Bronisławę, malarkę.